# Pinguicula gypsicola
Pinguicula gypsicola este o specie de plante carnivore din genul Pinguicula, familia Lentibulariaceae, ordinul Lamiales, descrisă de T. S. Brandegee. Conform Catalogue of Life specia Pinguicula gypsicola nu are subspecii cunoscute.